# Toimi Alatalo
Toimi Johannes Alatalo (ur. 4 kwietnia 1929 w Savitaipale, zm. 4 maja 2014 tamże) – fiński biegacz narciarski, złoty medalista olimpijski.

## Kariera
Igrzyska olimpijskie w Squaw Valley w 1960 roku były pierwszymi i zarazem ostatnimi w jego karierze. Wspólnie z kolegami z reprezentacji: Eero Mäntyrantą, Väinö Huhtalą i Veikko Hakulinenem triumfował w sztafecie 4 × 10 km. Jego najlepszym indywidualnym wynikiem na tych igrzyskach było siódme miejsce w biegu na 30 km techniką klasyczną. Zajął także 23. miejsce w biegu na 15 km.
Nigdy nie startował na mistrzostwach świata. Podczas mistrzostw świata w Lahti w 1958 roku był jedynie zawodnikiem rezerwowym i nie wystartował w żadnej z konkurencji.
Ponadto trzykrotnie był mistrzem Finlandii: w biegu na 15 km w latach 1956 i 1959 oraz w sztafecie 3 × 10 km w 1958 roku.

## Osiągnięcia

### Igrzyska olimpijskie
| Miejsce | Dzień     | Rok  | Miejscowość  | Konkurencja             | Czas biegu  | Strata      | Zwycięzca       |
| ------- | --------- | ---- | ------------ | ----------------------- | ----------- | ----------- | --------------- |
| 7.      | 19 lutego | 1960 | Squaw Valley | 30 km stylem klasycznym | 1:51:03,9 h | +3:02,6 min | Sixten Jernberg |
| 23.     | 23 lutego | 1960 | Squaw Valley | 15 km stylem klasycznym | 51:55,5 min | +2:57,2 min | Håkon Brusveen  |
| 1.      | 25 lutego | 1960 | Squaw Valley | Sztafeta 4 × 10 km      | 2:18:45,6 h | -           | -               |